# Роґово (Білоґардський повіт)
Роґово (пол. Rogowo) — село в Польщі, у гміні Білоґард Білоґардського повіту Західнопоморського воєводства.
Населення — 351 особа (2011).
У 1975-1998 роках село належало до Кошалінського воєводства.

## Демографія
Демографічна структура станом на 31 березня 2011 року:
|          | Загалом | Допрацездатний вік | Працездатний вік | Постпрацездатний вік |
| -------- | ------- | ------------------ | ---------------- | -------------------- |
| Чоловіки | 164     | 41                 | 108              | 15                   |
| Жінки    | 187     | 42                 | 110              | 35                   |
| Разом    | 351     | 83                 | 218              | 50                   |